# Joseph Théodore Lallemand de Waites
Pour les articles homonymes, voir Lallemand.
Joseph Theodore Gabriel comte de Lallemand de Waites, né le 16 janvier 1741 à Dammartin (Jura), mort le 7 novembre 1794, est un général de brigade de la Révolution française.

## États de service
Aide de camp du comte de Scey en 1762, sous-aide major le 1er mars 1763, il est nommé colonel le 23 novembre 1791, au 11e régiment de chasseurs à cheval.
Il est promu général de brigade le 10 juin 1792, à l’armée du Centre, et le 16 août 1792, il est affecté à l’armée du Nord, et il suit Lafayette en Autriche.
En décembre 1792, il commande la 3e division de cavalerie de l’armée de Condé.
Il meurt le 7 novembre 1794.

## Sources
- (en) « Generals Who Served in the French Army during the Period 1789 - 1814: Eberle to Exelmans »
- (pl) « Napoléon.org.pl »